# Heads Up
«Aviso»—título original en inglés: «Heads Up» — es el séptimo episodio de la sexta temporada de la serie de televisión The Walking Dead. Se estrenó el 22 de noviembre de 2015 en Estados Unidos por la cadena televisiva AMC y en Latinoamérica el 23 de noviembre de 2015 por Fox. Fue dirigido por David Boyd y Channing Powell estuvo a cargo del guion.
Este episodio marca el regreso de Steven Yeun (Glenn Rhee) quien estuvo ausente durante 3 episodios. Este episodio revela el destino no resuelto de Glenn Rhee después del episodio "Thank You" y crea tensión para el final de mitad de temporada "Start to Finish". Se adapta la escena de escalada de cuerdas del Volumen 14, "Número #81" de la serie de cómics.

## Argumento
Después de ser arrojado del basurero por el cadáver de Nicholas, Glenn (Steven Yeun) se arrastra debajo del contenedor de basura para evadir a los caminantes que lo han rodeado. El tiempo pasa y los caminantes se dispersan, y Glenn es encontrado por Enid (Katelyn Nacon). En una tienda cercana, Enid explica que había huido de Alexandría cuando los Lobos atacaron la comunidad y antes de que Glenn pueda saber más, ella sale corriendo. Glenn descubre el cuerpo de David y su nota a Betsy, y decide perseguir a Enid. Él la alcanza en un restaurante y, a pesar de que ella le apunta con un arma, Glenn logra convencerla para que lo acompañe a Alexandría. En el camino, encuentran algunos globos que usan para distraer a los caminantes para mantener el camino despejado.
En Alexandría, Rick (Andrew Lincoln) evalúa el daño del ataque de los Lobos y encuentra una sección de la pared desde la cual gotea la sangre, y comienza a trabajar para reforzarla, consciente de que su martilleo está atrayendo a más caminantes a las paredes. Tobin (Jason Douglas) se une a Rick para ayudar con las reparaciones, admitiendo a Rick que su grupo trajo muchos cambios a Alexandría, pero el resto se está adaptando y agradecido por su ayuda. En otra parte, Carl (Chandler Riggs) le da lecciones de arma de fuego a Ron (Austin Abrams), pero se niega a permitir que Ron use munición real. Sin embargo, Ron se cuela en la armería para obtener cartuchos para la pistola.
Morgan (Lennie James) se ve obligado a decirles a Rick y Michonne (Danai Gurira) que había dejado escapar a los Lobos que Rick había asesinado. Morgan justifica sus acciones recordándole a Rick que anteriormente había salvado la vida de Morgan y que si bien había querido matar a los Lobos antes, cree que las personas pueden cambiar. Más tarde, Morgan se encuentra discretamente con Denisse (Merritt Wever), actuando como doctora de Alexandria y le dice que necesita su ayuda para tratar a alguien lesionado. Morgan lleva a Denisse al Lobo solitario que había asegurado en una casa adosada, pero sus acciones son presenciadas por Carol, quien las sigue adentro y exige ver a quién ha capturado.
Spencer (Austin Nichols) intenta escalar las paredes de Alexandría para alejar a algunos de los caminantes, pero termina cayendo. Tara (Alanna Masterson) ayuda a despachar a los caminantes mientras Rick y Tobin recuperan a Spencer dentro de Alexandria, Spencer explica sus acciones como tratar de seguir lo que Rick había querido hacer antes, pero había excluido a cualquiera de los alexandrinos de ayudar.
A lo lejos, divisan globos que se elevan por encima de las paredes y Maggie (Lauren Cohan) se da cuenta de que es una señal de Glenn. En ese momento, la antigua torre de la iglesia, que se había deteriorado por el incendio ocasionado por Los Lobos durante su ataque a la comunidad, se desploma en el segmento de la pared que Rick y Tobin estaban tratando de imponer, estrellándose a través de ella y permitiendo que los caminantes logren ingresar en la zona segura de Alexandría.

## Producción

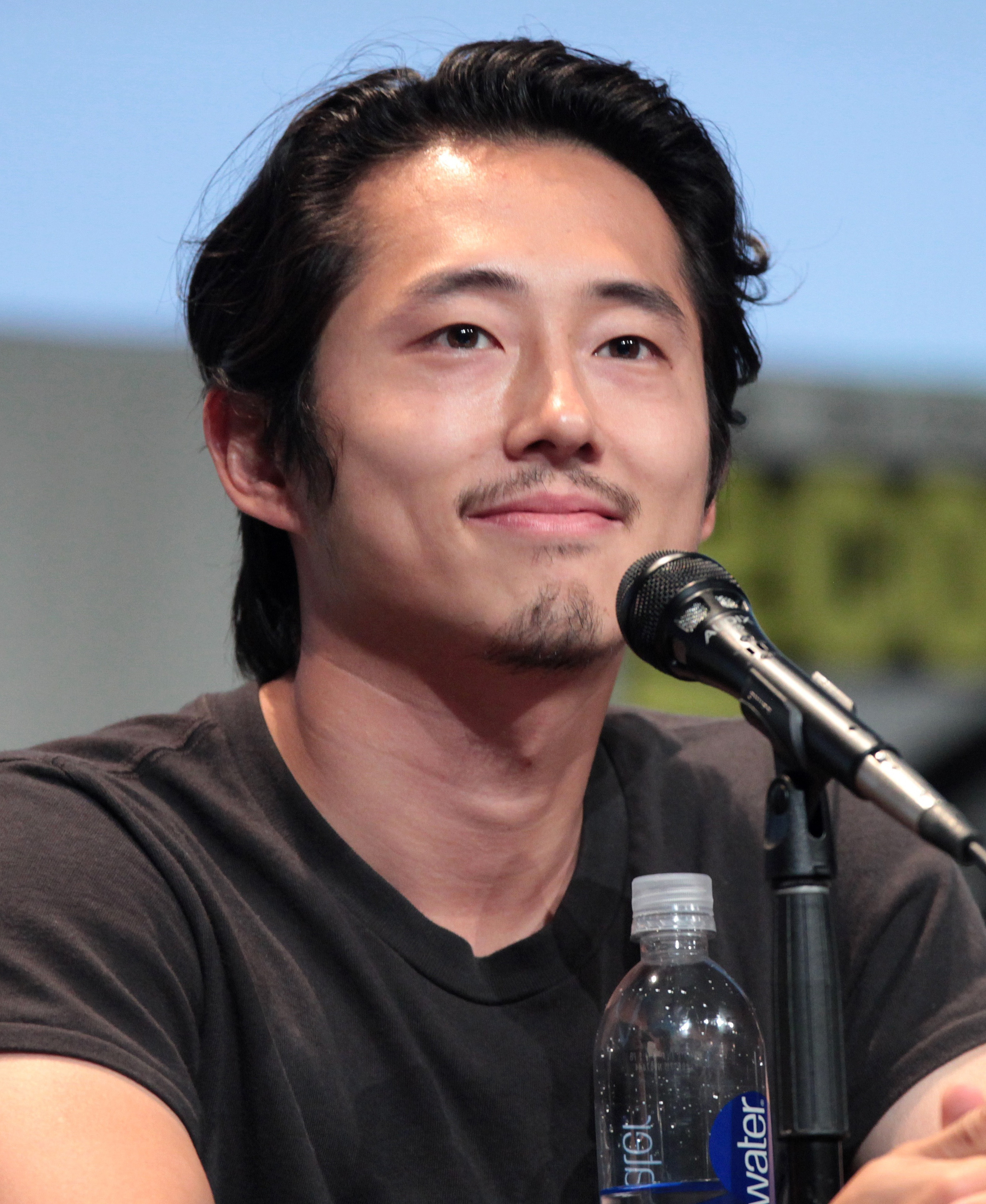
Heads Up marcó el regreso de Steven Yeun (Glenn Rhee) en este episodio.

Norman Reedus (Daryl Dixon), Michael Cudlitz (Abraham Ford), Sonequa Martin-Green (Sasha) y Ross Marquand (Aaron) no aparecen en este episodio, pero igual son acreditados. Steven Yeun (Glenn Rhee) vuelve a aparecer en los créditos de apertura.

## Recepción

### Crítica Recepción
El episodio recibió críticas mixtas de los críticos. Actualmente tiene una calificación de 52% con un puntaje promedio de 7.2 de 10 en el agregador de revisión Rotten Tomatoes. El consenso de los críticos dice: "Con Heads Up, The Walking Dead ofrece la resolución a un gran abismo, pero con resultados frustrantes."
Matt Fowler de IGN le dio un 7,0 sobre 10 y escribió en su veredicto: "Las mejores partes de" Heads Up "fueron definitivamente el comienzo, lo que finalmente despejó todo el debate de Glenn / debacle - y el final cuando el edificio se derrumbó, rompiendo la gran barrera de la ciudad. Todo lo demás estaba allí para llevarnos a cosas más grandes. Desarrollos más grandes. Mejores historias. Este contenía muchos temas reciclados, incluido Rick todavía considerando a todos los que están fuera de su grupo (con Deanna como excepción y Gabriel como excepción inversa) como el equivalente de "ropa roja" en Star Trek".
Zack Handlen de The A.V. Club le dio una B y escribió: "Heads Up" se abre y cierra con una explosión, la primera metafórica, la segunda implicada. Entre esas dos explosiones dramáticas, se habla mucho".
Brian Moylan de The Guardian le dio una crítica menos favorable, diciendo: "Glenn está vivo y The Walking Dead nunca será lo mismo ... Preferiría matar a un personaje principal antes que tirar un cambio cojo, hasta ahora."

### Audiencia
El episodio promedió una calificación de 6.7 en adultos 18-49 y 13.22 millones de espectadores en general, un aumento del episodio anterior, que promedió una calificación de 6.5 en adultos 18-49 y 12,87 millones de espectadores en general.